# Богданівка (концтабір)
Концентраційний табір у Богданівці (рум. Bogdanovca, нім. Bogdanowka) — концентраційний табір у селі Богданівка Вознесенського району Миколаївської області. Належав до Голтянського повіту губернаторства Трансністрія, на теренах, окупованих Королівством Румунії під час німецько-радянської війни.
Був створений владою Королівства Румунії для інтернування євреїв із Бессарабії, Буковини та Одеси. Діяв з 1941 по 1944 роки. За час існування концентраційного табору тут було знищено понад 50 000 бранців.

## Передумови
У 1920 році за рішенням новоствореного осередку радянської влади в Богданівці, на землях колишнього маєтку поміщика Баздирєва було створено радгосп, що спеціалізувався на розведені свиней. 5 серпня 1941 року Богданівку було окуповано румунськими військами, а у вересні того ж року на території радгоспа «Богданівка» було створено концентраційний табір.
17 жовтня 1941 року, після окупації Одеси, Густав Ріхтер, представник Айхмана у Королівстві Румунія, надіслав звіт своєму керівництву, у якому йшлося про те, що маршал Антонеску віддав наказ про ув'язнення і знищення близько 110 тисяч євреїв з Бесарабії та Буковини у лісах неподалік річки Буг. План Румунського керівництва передбачав транспортування євреїв на схід, за Буг, і знищення їх за сприяння нацистів на землях новоствореного райхскомісаріату Україна. Проте план було змінено з ряду причин, серед яких недостатня кооперація з боку нацистських військ, великі втрати румунської окупаційної армії під час облоги Одеси та епідемія тифу, що спалахнула на околицях Голти внаслідок великої концентрації бранців, що утримувалися в нелюдських умовах.

## Умови утримання
За свідченнями Мейра (Мирона) Фейнгольда, якого було доставлено до Богданівки конвоєм з Кишинева, табір був переповнений, щодня вмирало сотні євреїв, яких морили голодом. Бранцям намагалося допомогати населення з навколишніх сіл, що приносили до загонів картоплю, цибулю, молоко та вимінювали все це на пару галошів чи штанів. На чатах стояли жандарми, місцеві українські поліцаї, декотрі з яких були вдягнені в залишки радянської уніформи, з радянською зброєю, інші були в цивільному без будь яких розпізнавальних знаків.
Всі адміністративні будівлі радгоспу також були заповнені бранцями з Одеси, Березівки та їх околиць, з Бесарабії та Кілії, що прибули раніше. Прибувших в'язнів не реєстрували. Щодня багато в'язнів помирали від холоду, хвороб чи голоду, тіла скидалися у силосні ями, поки ті не заповнювалися, оскільки жертв було надто багато, щоб їх закопувати.

## Історія
Перших бранців транспортували з Тирасполя та Бесарабії. Наприкінці жовтня — початку листопада з Одеси пішки було доставлено нових полонених. Знесилених розстрілювали по дорозі. Наступних полонених доставляли вагонами для худоби до Березівки, звідки конвоювали пішки до різних таборів, включно з Доманівкою і Богданівкою. Людей розміщували у загонах або просто неба.
Останню групу бранців було доставлено 18 грудня 1941 року. На цей момент в таборі налічувалося близько 55 тисяч полонених.
Наприкінці листопаду у переповненому таборі у Богданівці ситуація дедалі більше виходила з під контролю. Комендант табору Йосипеску звернувся до керівництва губернаторства Трансністрія з проханням направляти нових бранців в інші табори, проте отримує відповідь, що нові конвої з близько 12 тисячами полонених вже рухаються у бік Богданівки.

### Масові страти 1941—1942 років
Перемовини по плану Антонеску з передачі євреїв далі за Буг нацистському командуванню не виправдалися, тож за його наказом місцевим керівництвом губернаторства Трансністрії було ухвалене рішення про знищення більш ніж семидесяти тисяч полонених євреїв, більшість з яких були хворі на тиф. Ці накази були усними, проте окупаційна влада Трансністрії запровадила документарні інструкції з кремації тіл.
Йосипеску передав усний наказ своєму ад'ютантові Арістіду Падуре, що відповідав за «єврейські питання» у регіоні. Арістід Падуре віддав письмовий наказ керівнику Доманівського району Васілє Манеску, який, у свою чергу, передав його коменданту жандармів Богданівки фельдфебелю Ніколае Мелінеску. Мелінеску був стурбований наказом і відмовився від страти одразу такої великої кількості бранців, за що його пізніше було знято з посади. Раніше він неодноразово піддавав полонених тортурам, змушував їх важко працювати, прилюдно поров батогом чоловіків і жінок, проте цього разу заявив, що ані він, ані всі дев'ять жандармів під його керівництвом, не братимуть участь у страті.
Арістід Падуре мусив ухвалити рішення про використання місцевих поліцаїв для впровадження наказу. У Голті було зібрано сімдесят місцевих поліцаїв на чолі з Афанасієм Андрушиним. 20 грудня 1941 року о дев'ятій ранку Андрушин зі своїм загоном прибув до Богданівки і передав нотатку від Йосипеску до Мелінеску про страту бранців і відбір їх майна, що має потрапити безпосередньо до Йосипеску. Нотатку було наказано знищити. Проте, Мелінеску зберіг її і в 1943 році передав судові, що розглядав справу про підозру у розкраданні державних коштів Румунського Королівства.
Місце страти було обрано в 2—3 кілометрах від табору, біля ярів на берегах Бугу. Перед початком масових страт було здійснено меншу акцію безпосередньо у таборі: під керівництвом Манеску поліцаї наказали усім дітям, літнім людям, тим, хто не міг, або майже не міг рухатися, зібратися у чотирьох стайнях, де розмістилися від 4 до 5 тисяч людей. Стайні було замкнено, обкладено сіном, облито бензином і підпалено. Стайні згоріли майже миттєво, жодна жертва не вижила. Це сталося 21 грудня 1941 року, в останній день Хануки.
Такий метод використовувався румунською окупаційною владою вже не вперше — у такий же спосіб, в жовтні 1941 року, було знищено людей в Одесі. Тих бранців, що лишилися у таборі, почали виводити з загонів, і групами по 300—400 осіб гнати в бік Бугу до обраного місця страти.
Перед убивством полонених змушували зняти весь одяг, віддати усі прикраси, виривали, або ж просто прикладами гвинтівок вибивали, золоті зуби. Після цього бранців ставили на коліна на краю яру групами по п'ятеро і розстрілювали у потилицю. У випадковий спосіб було обрану групу з приблизно двохсот полонених, які мусили скидати тіла в яр. З цих же людей пізніше було сформовано команду, яка мала спалювати тіла. Винищення полонених відбувалося щодня до 24 грудня, коли окупаційне керівництво дозволило зробити перерву на свята. 28 грудня вбивства відновилися і тривали до чергової перерви 31 грудня. Останні масові страти відбулися з 3 по 9 січня 1942 року.
Надзвичайна державна комісія зі встановлення та розслідування злочинів німецько-фашистських загарбників СРСР також наводила свідчення про керівництво стратами декого «німця Гегеля», проте свідчення інших виживших наголошують на тому, що дана акція було повністю реалізована місцевими поліцаями за сприяння румунської окупаційної адміністрації.

### Експропріація майна
Після масових вбивств бранців місцеве населення, особливо вночі, навідувалося до Богданіки у пошуках вцілілого майна страчених євреїв. Поліцаї, що займались знищенням полонених, ховали прикраси, золото і гроші, які відбирали у жертв в останні моменти перед стратою, від жандармів і пізніше поверталися щоб відкопати коштовності. Румунські жандарми ж поверталися до небагатьох вцілілих євреїв у таборі, вимагаючи в них залишки майна.
З моменту масових страт у Богданівці територія радгоспу майже не використовувалася як табір, а радше як гетто, де проживали вцілілі бранці, яких було залучено до команд, що проводять спалення тіл та до обслуговування окупаційного гарнізону. Основні потоки нових інтернованих євреїв після страт навправлялися до Березівки, Доманівки та Акмечетки.
На тлі такого становища керівництво Голтянського повіту створило схему хабарів та поборів, за допомогою якої вони відбирали майно у євреїв, що перебували під постійним страхом смерті. Більшісь вилучених статків привласнювалася. В подальшому це призвело до розслідування румунською владою і вироками для деяких учасників злочину — їх звинувачували у розкраданні коштів, що мали бути передані до румунської казни.
На початковому етапі схеми військовий суддя округу Георг Бобей за допомогою Ізі Ландау виявляв заможних євреїв за їх одягом. Спочатку Ізя намагався вмовити бранців добровільно зріктися майна, обіцяючи письмове підтвердження такої передачи, а якщо це не спрацьовувало, їх піддавали тортурам щоб дізнатися, чи мають вони коштовності, золото або гроші. Отримані в такий спосіб статки Бобей і Ландау передавали до префектури, сподіваючись отримати винагороду від Румунського національного банку.
Наступним етапом було штучне створення голоду. Йосипеску впровадив заборону для місцевих мешканців, що обмінювали продукти на майно бранців. Селян били, залякували, відбирали провізію. Відібрані продукти жандармерія табору власноруч продавала утримуваним. Після певного періоду впровадженого голодомору Бобей віддав наказ відкрити пекарню у Богданівці, яка виробляла близько п'ятисот паляниць хлібу щодня для більш ніж сорока восьми тисяч бранців, що утримувалися в таборі на той момент. Цей «хлібний експеримент» тривав всього кілька днів, проте приніс Бобею і Йоспипеску кілька сотень царських золотих рублів, а також прикраси і інше майно, не зважаючи на те, що більшість бранців була бідною. Паляниця хліба продавалася за п'ять золотих рублів.

## Звільнення
Навесні 1944 року, відступаючи від Дніпра, німецько-румунські окупаційні війська намагалися закріпитися на берегах Південного Бугу. В березні передові частини 3-го Українського фронту — війська 57-ї армії вийшли на лівий берег Південного Бугу. Першими форсували його розвідники 1292-го стрілецького полку на чолі з капітаном І. П. Пухальським. До 28 березня точилися бої за Богданівку і прилеглі до неї села, в яких особливо відзначився особовий склад 93-ї Миргородської стрілецької дивізії під командуванням командира генерал-майора А. Я. Крузе.

## Керівництво табору і судові процеси
- Маршала Йона Антонеску засуджено до пожиттєвого ув'язнення Народним Судом[en] у Бухаресті 1945 року[12].
- Модеста Йосипеску засуджено Народним Судому у Бухаресті 22 травня 1945 року до страти за «національну катастрофу». 1 червня 1945 вирок змінено на пожиттєве ув'язнення[12].
- Арістіда Падуре засуджено Народним Судому у Бухаресті у 1945 році до страти. Вирок змінено на пожиттєве ув'язнення[13].
- Ніколае Мелінеску засуджено Народним Судому у Бухаресті у 1945 році до страти. Вирок змінено на пожиттєве ув'язнення[13].
- Ізю Ландау засуджено Народним Судому у Бухаресті 1945 до п'яти років ув'язнення[11].